# Zemský okres Osterholz
Zemský okres Osterholz (německy Landkreis Osterholz) je zemský okres v německé spolkové zemi Dolní Sasko. Sídlem správy zemského okresu je město Osterholz-Scharmbeck. Má přibližně 113 tisíc obyvatel. 

## Města a obce
| Město: 1. Osterholz-Scharmbeck | Obce: 1. Axstedt 2. Grasberg 3. Hambergen 4. Holste 5. Lilienthal 6. Lübberstedt 7. Ritterhude 8. Schwanewede 9. Vollersode 10. Worpswede |